# Вис (град)
Вис је град у Хрватској, на острву Вису, Сплитско-далматинска жупанија.

## Географија
Град Вис се налази у великом и природно заштићеном заливу (увала Светог Јурја) на североисточној страни острва Виса, окренут према Хвару и далматинском копну. Појас високих брда (250 — 300 m) га одваја од плодних поља у унутрашњости острва (Драчево и Вело Поље), која су представљала основу привредног развоја места (виноградарство). Подручју Града Виса припада и разуђена јужна и југоисточна обала острва Виса са многобројним увалама (Милна, Рукавац, Сребрна, Стинива и др.) и великим туристичким потенцијалом.

## Историја
До територијалне реорганизације у Хрватској налазио се у саставу старе општине Вис.
Прво насеље на месту данашњег Виса, под именом Issa, основали су грчки колонисти са Сицилије у IV веку п. н. е.. Њих је, као и све касније господаре Виса, привукао изврстан стратешки положај пучинског острва с којег су се могли контролисати поморски путеви у Јадрану. Античка Иса се развијала као урбани и привредни центар овог дела Јадрана и послужила је као база за насељавање далматинског копна (Epetion/Стобреч и Tragurion/Трогир). Функционишући као полис (град-држава), Issa је своју самосталност успела да очува све до I века п. н. е. када постаје део Римског царства.
У раном средњем веку припадао је Неретљанској области, а његови становници су били Срби Неретљани, који нису прихватили хришћанство када је то учинила већина Јужних Словена.
После тога Вис губи значење и само се повремено јавља у средњовековним изворима, делећи судбину остатка Далмације.

## Становништво
На попису становништва 2011. године, град Вис је имао 1.934 становника, од чега у самом Вису 1.672.

### Град Вис
| Број становника по пописима | Број становника по пописима | Број становника по пописима | Број становника по пописима | Број становника по пописима | Број становника по пописима | Број становника по пописима | Број становника по пописима | Број становника по пописима | Број становника по пописима | Број становника по пописима | Број становника по пописима | Број становника по пописима | Број становника по пописима | Број становника по пописима | Број становника по пописима |
| --------------------------- | --------------------------- | --------------------------- | --------------------------- | --------------------------- | --------------------------- | --------------------------- | --------------------------- | --------------------------- | --------------------------- | --------------------------- | --------------------------- | --------------------------- | --------------------------- | --------------------------- | --------------------------- |
| 1857.                       | 1869.                       | 1880.                       | 1890.                       | 1900.                       | 1910.                       | 1921.                       | 1931.                       | 1948.                       | 1953.                       | 1961.                       | 1971.                       | 1981.                       | 1991.                       | 2001.                       | 2011                        |
| 3.601                       | 3.540                       | 4.317                       | 4.822                       | 5.257                       | 5.159                       | 4.840                       | 4.186                       | 3.718                       | 3.998                       | 3.561                       | 2.628                       | 2.217                       | 2.106                       | 1.960                       | 1.934                       |

Напомена: Настао из старе општине Вис.

### Вис (насељено место)
| Број становника по пописима | Број становника по пописима | Број становника по пописима | Број становника по пописима | Број становника по пописима | Број становника по пописима | Број становника по пописима | Број становника по пописима | Број становника по пописима | Број становника по пописима | Број становника по пописима | Број становника по пописима | Број становника по пописима | Број становника по пописима | Број становника по пописима | Број становника по пописима |
| --------------------------- | --------------------------- | --------------------------- | --------------------------- | --------------------------- | --------------------------- | --------------------------- | --------------------------- | --------------------------- | --------------------------- | --------------------------- | --------------------------- | --------------------------- | --------------------------- | --------------------------- | --------------------------- |
| 1857.                       | 1869.                       | 1880.                       | 1890.                       | 1900.                       | 1910.                       | 1921.                       | 1931.                       | 1948.                       | 1953.                       | 1961.                       | 1971.                       | 1981.                       | 1991.                       | 2001.                       | 2011                        |
| 3.601                       | 3.540                       | 3.812                       | 4.142                       | 4.417                       | 4.297                       | 4.240                       | 3.217                       | 2.832                       | 3.132                       | 2.847                       | 2.233                       | 1.971                       | 1.932                       | 1.776                       | 1.672                       |

Напомена: У 1857. и 1869. садржи податке за насеља Драчево Поље, Мариње Земље, Плиско Поље, Подсеље, Подстражје и Рукавац, као и део података у 1921. за насеље Мариње Земље. Од 2001. смањено издвајањем насеља Рогачић, за које садржи податке од 1857. до 1991.

### Попис1991.
На попису становништва 1991. године, насељено место Вис је имало 1.932 становника, следећег националног састава:
| Попис 1991.‍   | Попис 1991.‍  | Попис 1991.‍ | Попис 1991.‍ | Попис 1991.‍ |
| ------------- | ------------ | ----------- | ----------- | ----------- |
|               |              |             |             |             |
| Хрвати        | Хрвати       |             | 1.626       | 84,16%      |
| Југословени   | Југословени  |             | 105         | 5,43%       |
| Срби          | Срби         |             | 64          | 3,31%       |
| Албанци       | Албанци      |             | 19          | 0,98%       |
| Црногорци     | Црногорци    |             | 13          | 0,67%       |
| Муслимани     | Муслимани    |             | 12          | 0,62%       |
| Мађари        | Мађари       |             | 7           | 0,36%       |
| Македонци     | Македонци    |             | 7           | 0,36%       |
| Словенци      | Словенци     |             | 7           | 0,36%       |
| Словаци       | Словаци      |             | 6           | 0,31%       |
| Бугари        | Бугари       |             | 2           | 0,10%       |
| Пољаци        | Пољаци       |             | 2           | 0,10%       |
| Украјинци     | Украјинци    |             | 2           | 0,10%       |
| Немци         | Немци        |             | 1           | 0,05%       |
| остали        | остали       |             | 5           | 0,25%       |
| неопредељени  | неопредељени |             | 30          | 1,55%       |
| регион. опр.  | регион. опр. |             | 10          | 0,51%       |
| непознато     | непознато    |             | 14          | 0,72%       |
| укупно: 1.932 |              |             |             |             |

## Срби на Вису
Lissa" (Иса) је назив далматинског острва, са површином 97 км квадратних, чије је српско име "Вис".
На обласним политичким изборима 1927. године на острву Вису, у Сплитској области, изабран је један посланик - радикал. По гласовима су тако победили "радикали" са 651 гласом, а "радићевци" су имали 370 гласова и "земљорадници" убраше 200 гласова бирача.
Иницијативом удове Милеве Ивановић (попадије) са острва Виса ту је априла 1927. године основан пододбор Друштва "Књегиње Зорке". За председницу је била изабрана Милева, супруга покојног вишког православног проте Стевана Ивановића. У то време је формирано и Соколско друштво острва Виса.
Дана 12. новембра 1933. године освећена је нова православна црква посвећена Св. словенским учитељима Ћирилу и Методију. Чин освећења обавили су епископ Шибенички Иринеј Ђорђевић и епископ Мостарски др Станковић, са око 30 свештеника. Излетничком лађом "Карађорђе" приспело је на оство 1200 излетника, из северне Далмације, међу којима око 300 из Београда, Новог Сада и Загреба. Касније је брод "Раб" довезао око 500 излетника из Сплита. Током церемоније освећења, рукоположен је вишког православног пароха један свршени богослов млади Вишанин, који је завршио Битољску богословију. На јектеније је у храму одговарало Српско певачко друштво "Шумадија" из Сплита. Познати сликар наш најбољи иконописац Урош Предић је требало да ослика иконостас те нове богомоље, али није прихватио понуду због болести.
Вишани домаћини су се нарочито радовали Смедеревцима, са разлогом. Јер пре око 300 година по народном предању дошло је на острво око 100 српских породица. Биле су то избеглице из Смедерева, пред Турцима, које су ту нашле спас. Тада су се - 1933. године, у многим вишким кућама још чувале старе иконе и кандила, донети давно из Србије.

## Управа
Подручје Града Виса обухвата источну половину острва. Западни део острва Виса налази се у саставу града Комиже. Осим самог градића Виса у састав ове управне јединице улази и осам малих насеља сеоског типа (Драчево Поље, Мариње Земље, Милна, Плиско Поље, Подсеље, Подстражје, Рогачић и Рукавац). Градско веће Виса броји 11 већника од којих је 5 из коалиције СДП — ХНС — ХСС, 3 са Независне листе А. Ацалиновића и 3 из коалиције ХДЗ — ХСП. Власт обавља коалиција ХДЗ — ХСП у савезу са Независном листом.

## Привреда
Све до средине XX века главни извор прихода Вишанима су били њихови виногради, односно производња вина. Данас становништво ради углавном у туризму и услужним делатностима.

## Славни људи
- Иван Фаролфи (1892—1945); високи функционер ХСС-а и градоначелник Виса; учесник завере Лорковић-Вокић;
- Ранко Маринковић (1913—2001); хрватски књижевник, рођен у Вису;
- Весна Парун (1922—2010); хрватска песникиња, рођена на Зларину, али провела детињство и школовала се у Вису;
- Миховил Пушић (1880—1972); хварски бискуп (1926—1970) и управник Задарске надбискупије; родом Вишанин

## Споменици и знаменитости
- Остаци античког града Иса (терме, некропола, театар, делови луке)
- Богато сакрално наслеђе (Жупна црква Госпе од Спилица, цркве Св. Ципријана и Св. Духа, фрањевачки самостан на полуострву Прирово, светиште Веле Госпе у Подсељу — Велом Селу )
- Летњиковци хварских и вишких племића (Хекторовић, Јакша, Гариболди, Дојми Делупис)
- Утврђења из разних историјских раздобља (Венеција, Енглеска, Аустроугарска)
- Градска архитектура из XIX и почетка XX века (неокласицизам и сецесија; Хрватски дом, кућа Трамонтана, основна школа )

## Занимљивости
- Вис је вероватно најстарије градско насеље на тлу Хрватске (за ту се титулу бори и Стари Град на суседном Хвару ) које постоји већ 2.400 година.
- Град се дуго времена састојао од два одвојена дела- Луке и Кута, па је жупна црква, а касније и школа, саграђена између њих да би се боље повезали.
- Острвско средиште Вис постаје тек у XV веку, након што је војска Напуљског краљевства 1483. уништила дотадашњи центар Вело Село (данашње село Подсеље).
- Од 1807. до 1815. Вис се налазио под управом Енглеза, који су подигли систем утврђења око града и назвали их по својим владарима и војсковођама (Bentinck, George III i Wellington).
- Споменик знаменитој Вишкој бици из 1866. године, у којој је хабзбуршка морнарица поразила италијанску, раставила је и однела италијанска војска након окупације Виса 1918. године. Споменик ( „Вишки лав“) се данас налази у Ливорну испред тамошње поморске академије.
- На Вису је 12. новембра 1933. године освећена нова православна црква посвећена Св. словенским учитељима Ћирилу и Методију.[7]
- У Другом светском рату савезничка британска војска је подручје античке Исе користила као паркиралиште за своја возила и притом уништила знатан део археолошког налазишта.

## Образовање
- Основна школа Вис
- Средња школа „Антун Матијашевић Караманео“

До 1960-их постојале су и школе у вишким селима Подсеље, Подстражје и Мариње Земље које су затворене због исељавања становништва.

## Култура
- Вишко аматерско позориште "Ранко Маринковић"
- Музеј са богатом археолошком збирком из античке Исе

## Спорт
- У Вису је 1944. обновљен ХНК Хајдук Сплит, пошто је престао деловати 1941. услед италијанске окупације.